# Eccrisis muscaria
Eccrisis muscaria là một loài bọ cánh cứng trong họ Cerambycidae.